# Grand Prix de Plumelec-Morbihan 2008
La 32e édition du Grand Prix de Plumelec-Morbihan a eu lieu le 31 mai 2008. La course fait partie du calendrier UCI Europe Tour 2008 en catégorie 1.1. Elle est la neuvième épreuve de la Coupe de France 2008.

## Classement final
|    | Coureur           | Équipe                       |    | Temps |
| -- | ----------------- | ---------------------------- | -- | ----- |
| 1  | Thomas Voeckler   | Bouygues Télécom             | en |       |
| 2  | Cyril Gautier     | Bretagne-Armor Lux           |    |       |
| 3  | Gianni Meersman   | La Française des Jeux        |    |       |
| 4  | Jérôme Pineau     | Bouygues Télécom             |    |       |
| 5  | Matthieu Sprick   | Bouygues Télécom             |    |       |
| 6  | Nicolas Jalabert  | Agritubel                    |    |       |
| 7  | Rémi Pauriol      | Crédit agricole              |    |       |
| 8  | Arnold Jeannesson | Auber 93                     |    |       |
| 9  | Nico Sijmens      | Landbouwkrediet-Tönissteiner |    |       |
| 10 | Amaël Moinard     | Cofidis                      |    |       |